# Protest robotników w Nowoczerkasku

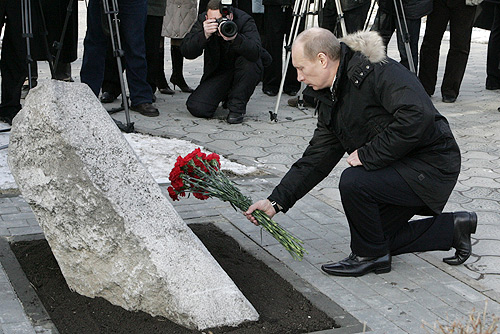
Prezydent Rosji Władimir Putin oddaje hołd ofiarom masakry, 2008

Protest robotników w Nowoczerkasku (także masakra w Nowoczerkasku, ros. Новочерка́сский расстре́л, bunt w Nowoczerkasku, ros. Новочеркасский бунт) – protest radzieckich robotników w Nowoczerkasku w dniach 1–2 czerwca 1962 roku, który przeszedł do historii pod nazwą „krwawa sobota”.

## Historia
Protest był spowodowany drastycznymi podwyżkami cen żywności, albowiem 31 maja 1962 roku w Związku Radzieckim wprowadzono 30% podwyżkę cen mięsa i 25% podwyżkę cen masła. Bunt rozpoczęli pracownicy miejscowych zakładów budowy taboru kolejowego (Nowoczerkaski Zakład Budowy Elektrowozów) na podaną przez zakładowe megafony informację o obniżeniu pensji o 1/3. Odpowiedzią władz były słowa dyrektora fabryki lokomotyw: Jeśli nie macie pieniędzy na mięso, jedzcie pierożki z kapustą. Protestujący wznosili hasła antyrządowe i antypaństwowe i spalili portrety przywódców państwa sowieckiego, jednak do zamieszek nie doszło.
Jeszcze tego samego dnia o zajściach powiadomiono Nikitę Chruszczowa, który nakazał zaprowadzenie w mieście porządku. Na miejsce władze wysłały delegację (Anastas Mikojan i Froł Kozłow), która miała uspokoić nastroje, jednocześnie w rejon miasta skierowano też jednostki wojsk wewnętrznych MWD. Nie przyniosło to zakładanego rezultatu, a ucieczka delegacji z miejskiego komitetu partii jeszcze wzmogła agresję robotników.
W nocy strajkujący rozeszli się do domów, dzięki czemu służby bezpieczeństwa aresztowały około dwudziestu liderów wystąpień, a w mieście zaś rozmieszczono wojsko. Rankiem 2 czerwca robotnicy rozerwali blokady wojskowe, zablokowano linię kolejową i skierowano się na budynki miejskiego komitetu partii na drugim brzegu rzeki. Broniący mostów gen. Matwiej Szaposznikow odmówił wykonania rozkazu otwarcia ognia i użycia broni pancernej przeciwko protestującym.
W efekcie protestujący minęli siły Szaposznikowa, dotarli pod komitet partii, jednak nie znaleziono tam osób aresztowanych poprzedniej nocy, w związku z czym grupy demonstrantów ruszyły w stronę budynków KGB oraz milicji, które zaczęli szturmować. Po odmowie przerwania protestu władze wydały wojsku rozkaz strzelania do robotników z broni maszynowej. Zginęły 22 lub 26 osób, rannych było 87. Oddziałami tłumiącymi bunt dowodził generał Issa Plijew. Informacje o rozbiciu protestu zostały w kraju utajone, a przeciętni obywatele mogli się o nich dowiedzieć jedynie z nielicznych i trudno dostępnych źródeł pochodzących z drugiego obiegu. Informacja o stłumieniu protestu przeszła na Zachód i przyczyniła się do pogorszenia reputacji administracji Nikity Chruszczowa. Aresztowano 116 osób zaangażowanych w strajk, z czego 14 skazano w procesach pokazowych. Zapadło m.in. 7 wyroków śmierci i zostały one wykonane. Do upadku ZSRR nie pociągnięto nikogo do odpowiedzialności za masakrę robotników.
W latach 1955–1957 i 1962–1964 dyrektorem Nowoczerkaskiej Fabryki Elektrowozów był Pawieł Abroskin. Po jego pierwszym odejściu z zakładu miał tam miejsce opisany wyżej masowy protest robotników – jednym z ich postulatów był powrót Abroskina na stanowisko dyrektora, który spełniono .